# Cariati
Cariati község (comune) Olaszország Calabria régiójában, Cosenza megyében.

## Fekvése
A megye keleti részén fekszik, a Tarantói-öböl partján. Határai: Crucoli, Scala Coeli és Terravecchia.

## Története
A települést i. e. 4-5. században a bruttiusok alapították. A település valószínűleg az egykoron itt álló Diána kariatidájáról (szentély) kapta nevét. A 10. században Korion néven volt ismert. A 19. század elején vált önálló településsé, amikor a Nápolyi Királyságban felszámolták a feudalizmust. Napjainkban gazdasága elsősorban az idegenforgalmon alapul. Tengerpartja 2009-ben és 2010-ben is kiérdemelte a Kék zászlót (Bandiera Blu) vize tisztasága miatt.

## Népessége
A népesség számának alakulása:

## Főbb látnivalói
- történelmi központja
- Porta Pia – az egykori védőfalak maradványa a 17. századból
- a 15. század elején épült San Michele Arcangelo-katedrális
- Tomba Brettia – a bruttiusok idejéből származó nekropolisz